# Bruno Souza
Pour les articles homonymes, voir Souza.
	Bruno Bezerra de Menezes Souza, né le 27 juin 1977 à Niterói, est un handballeur international brésilien, jouant au poste d'arrière droit.

## Biographie
En janvier 2009, après avoir rompu son contrat avec le club espagnol du BM Alcobendas à cause d'un manque « de rigueur et de professionnalisme », il signe un contrat d'un an et demi au HBC Nantes,.

## Palmarès

### En club
Compétitions internationales
- Vainqueur de la Coupe des vainqueurs de coupe (1) : 2007
- Demi-finaliste de la Ligue des champions en 2008

Compétitions nationales
- Vainqueur du championnat du Brésil (4) : 1996, 1997, 1998 et 1999
- Deuxième du Championnat d'Allemagne en 2007
- Finaliste de la Coupe d'Allemagne en 2008
- Vainqueur de la 2.Bundesliga en 2001

### En équipe nationale
Jeux olympiques
- 10e place aux Jeux olympiques de 2004 à Athènes
- 11e place aux Jeux olympiques de 2008 à Pékin

Championnats du monde
- 24e place au Championnat du monde 1997
- 16e place au Championnat du monde 1999
- 19e place au Championnat du monde 2001
- 22e place au Championnat du monde 2003

Jeux panaméricains
- finaliste des Jeux panaméricains de 1999
- Vainqueur des Jeux panaméricains de 2003
- Vainqueur des Jeux panaméricains de 2007

Championnats panaméricains
- 3e place au Championnat panaméricain 2000
- Vice-champion au Championnat panaméricain 2004

### Distinctions individuelles
- troisième meilleur handballeur mondial de l'année en 2003[3]
- élu meilleur joueur et meilleur arrière gauche du Championnat panaméricain 2004[4]
- élu meilleur joueur du mois de novembre 2009 du Championnat de France 2009-2010[5]